# نبرد اوتن
نبرد اوتن (انگلیسی: Battle of Autun) نبردی بود که احتمالاً در سال ۵۳۲ میلادی میان مروونژی‌ها و بورگوندی‌ها رخ داد و در نهایت به شکست گودومار پادشاه بورگوندی‌ها انجامید.